# ALL YOU NEED IS RAP
『ALL YOU NEED IS RAP』（オール・ユー・ニード・イズ・ラップ）は、GAKU-MCのソロ6枚目のフルアルバムである。

2013年5月1日に自身のレーベルラップラスエンターテインメントより発売。

## 収録曲
1. リズムソムリエズのテーマ
2. all for PLUS
3. The Day
4. 五風十雨
5. 漢の料理
6. Camp Music feat. ヨースケ@HOME
7. 勝負曲
8. ナカダシノススメ
9. もしもラッパーだったら
10. 旅に出よう、この風に吹かれて
11. all you need is rap